# Linđo

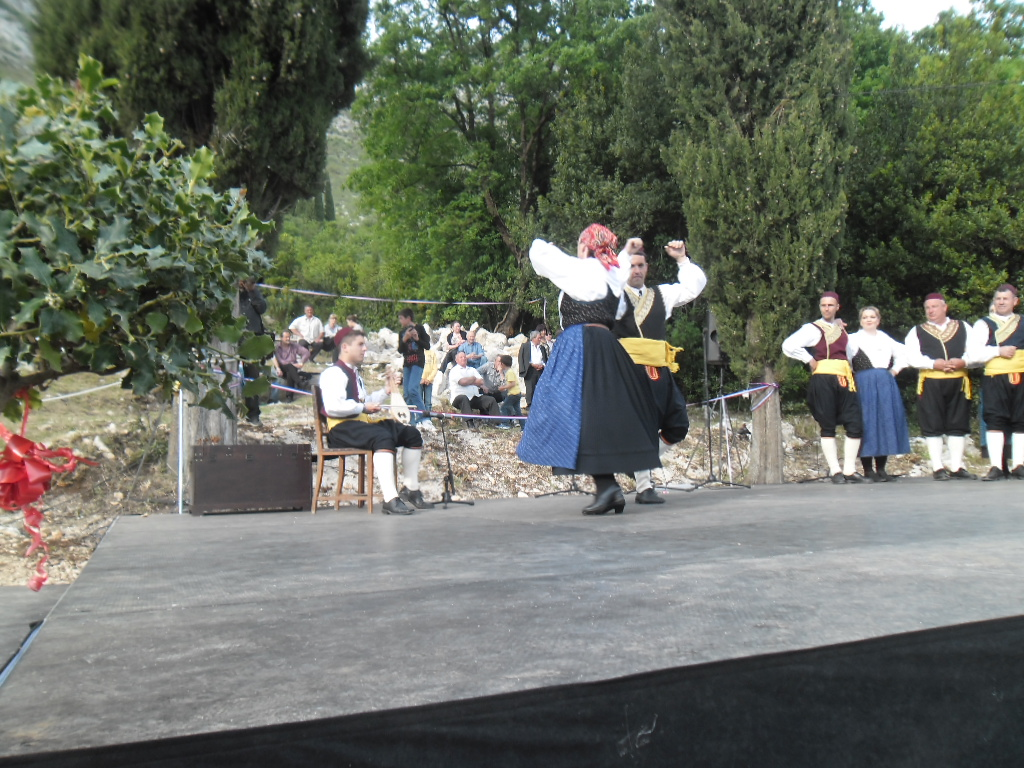
Linđo, fragment tańca

Linđo (wym. lindżo) – popularny taniec regionu Dubrownika, rozpowszechniony na terenie byłej Republiki Dubrownika, od Konavli po Pelješac i na wyspach Lopud, Koločep, Šipan i Mljet.
Znany również jako poskočica lub hop dubrownicki. Taniec jest również wykonywany w południowych regionach Hercegowiny.

## Historia
Pierwotna nazwa tańca to Dubrovačka poskočica (Hop dubrownicki). Aktualna nazwa tańca linđo pochodzi od pseudonimu Nikoli Lali. Nikola Lale Linđo (1843–1907) to legendarny autor tekstów i lider tańca ludowego (poskočice) z Petračy w Gminie Župa dubrovačka, aktywnego twórcy ludowego i popularyzatora tańca, czego dowodem jest fakt, że tradycyjny taniec regionu Dubrownika jest dziś znany jako linđo. Jego potomkowie żyją w parafii do dziś. Rodzina Lale, która mieszka w mieście Petrača, jest nadal znana w społeczności pod pseudonimem Linđo.

## Opis tańca

### Ogólny opis tańca
Tańczy się go przy akompaniamencie lijericy. Gracz siedząc, na lewym kolanie trzyma lijericę, smyczek naciągany jest na trzy struny, ale wybiera tylko jedną z nich, a prawą nogą uderza w rytm muzyki, nadając rytm tancerzom. Taniec jest szczególnie interesujący ze względu na polimetrię pomiędzy trzymetrowymi krokami tanecznymi i dwumetrowym akompaniamentem muzycznym. Tańczy się w parach wokół gracza, a komendy taneczne wydawane są w formie humorystycznych, często dwuznacznych zwrotek, głośno wykrzykiwanych przez prowadzącego, który ostrym tonem dyktuje zmiany figur tanecznych i par tanecznych, zachęcając tancerzy do rywalizacji w improwizacji. Charakterystyczne dla tego tańca jest powtarzanie niektórych istotnych części. Podczas pobytu w Dubrowniku nie trudno natknąć się na ten taniec.

### Wersja tańca tradycyjnego

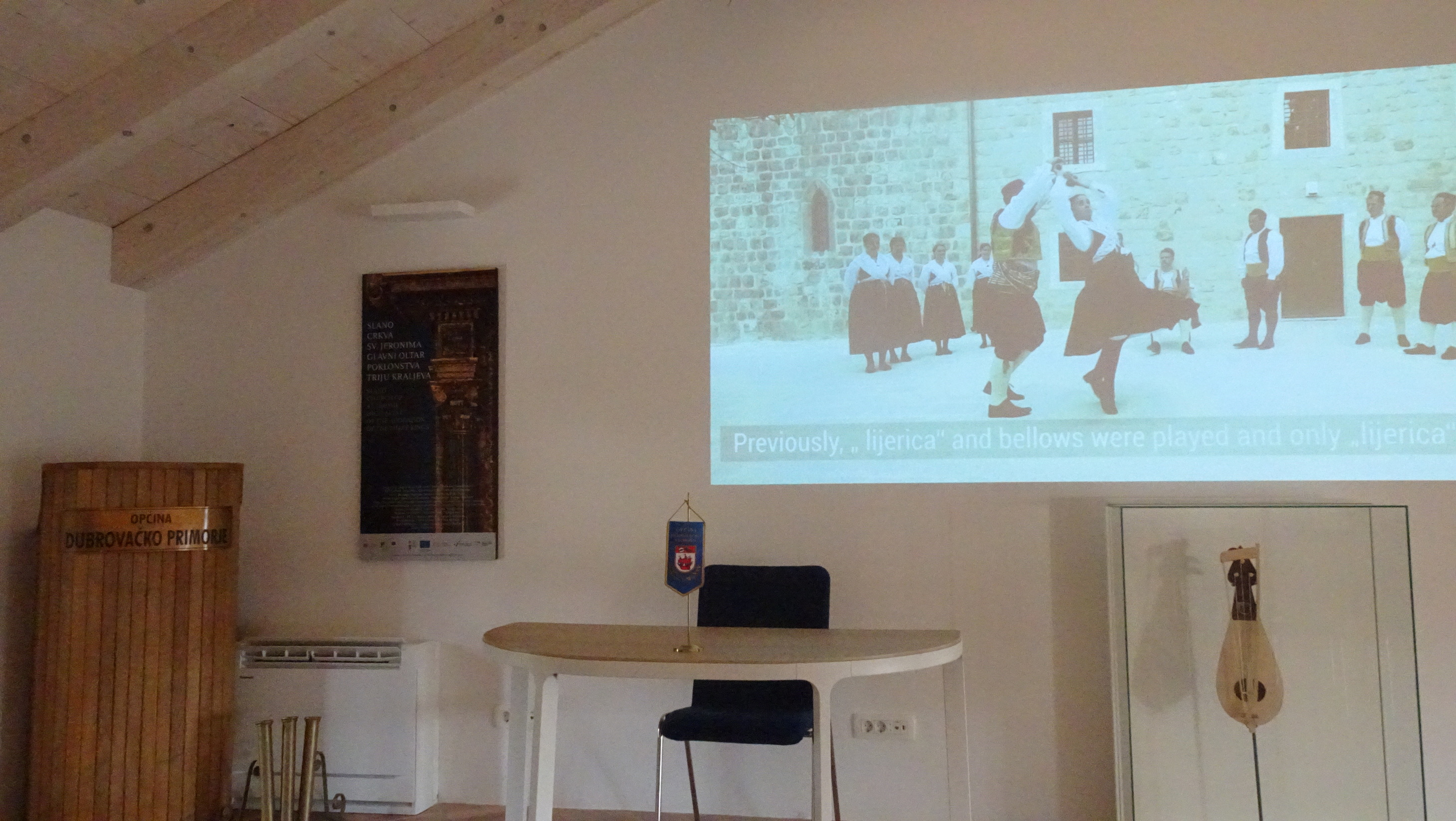
Wnętrze muzeum The_Heritage_House Dubrovačko Primorje w Slano, na ekranie film z fragmentem tańca linđo

„Linđo to taniec wykonywany przez parę męsko-żeńską w towarzystwie siedzącego muzyka grającego na lijericy. Na weselu taniec „otwiera” przywódca Стари сват (stari svat) zwany svatovi, tupiąc nogami i obracając się z rękami uniesionymi nad głową lub opartymi na biodrach. Tańczy tak długo, jak chce, czasami zatrzymując się, aby odpocząć. W końcu panna młoda zostaje poinstruowana, aby do niego dołączyć. Razem pokonują wszystkie schematy tańca: kręcą się jako para wokół muzyka, wykonują ruch, w którym panna młoda unosi się w powietrze, podchodzą do muzyka i oddalają się od niego oraz oddzielają się od siebie ruchami obrotowymi i stemplowanie stóp. Po kilku minutach tańca panna młoda jest przekazywana innemu svatovi, który kontynuuje ten sam taniec. Tymczasem stari svat zaprasza inną kobietę, aby mu towarzyszyła. Po tym, jak trzy lub cztery kobiety zatańczą ze stari svat i innymi svatovi, lider zaprasza wszystkich do przyłączenia się. Osiem do trzydziestu par (w zależności od dostępnej przestrzeni) wykonuje wzorce ruchowe pod kierunkiem lidera, krążąc wokół muzyka. Chociaż wzory są identyczne, każdy mężczyzna tańczy je zupełnie inaczej, co powoduje, że partnerki dostosowują się do każdego nowego stylu. Nikt nie może się wycofać po przyłączeniu się, dopóki lider nie ogłosi zatrzymania. Taniec może trwać od kilku minut do prawie godziny. Kolejne tańce linđo mogą prowadzić svatovi lub goście tańca. Taniec linđo to jedyny moment, w którym w cyklu weselnym biorą udział nieproszeni goście”.
Taniec linđo jest wykonywany m.in. podczas corocznych obchodów Święta św. Błażeja (chorw. Festa Sv. Vlaha, zaštitnika Dubrovnika) patrona miasta Dubrownik w Chorwacji. Taniec linđo jest wykonywany w kraju pochodzenia (lub w społecznościach imigrantów) jako część wydarzenia towarzyskiego, takiego jak wesele, w którym inne osoby mogą uczestniczyć (nie dla publiczności) przez osoby, które nauczyły się tańca nieformalnie (od przyjaciół i krewnych poprzez obserwację i naśladownictwo). Z reguły na Bałkanach jest bardzo niewiele tańców w parach. Istniejące tańce w parach są zwykle wynikiem silnego wpływu sąsiedniej potęgi z Europy Północnej lub Zachodniej.